# 大畠站

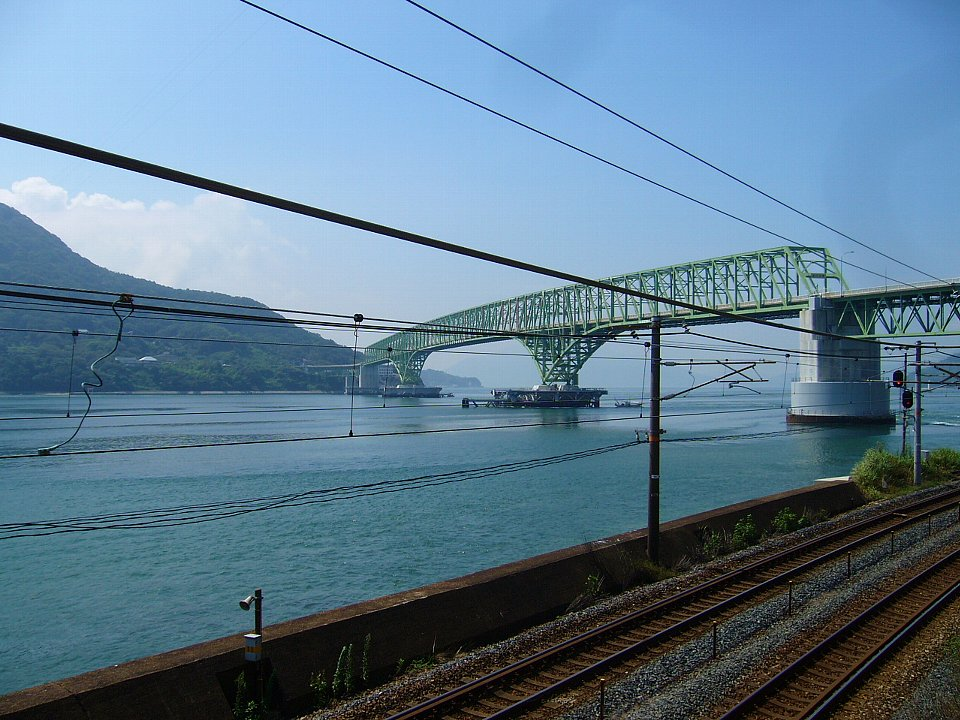
大畠瀨戶與大島大橋

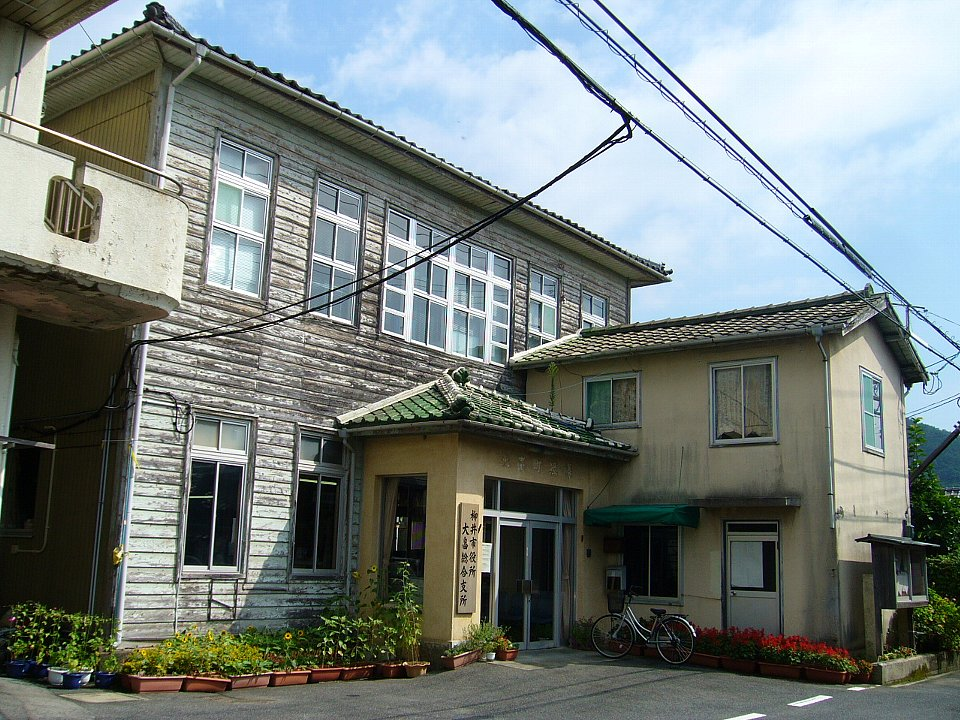
柳井市政廳大畠綜合分所

大畠站（日语：／ Ōbatake eki */?）是位於山口縣柳井市神代東瀨戶，西日本旅客鐵道（JR西日本）山陽本線的車站。車站對出可看見瀨戶內海（大畠瀨戶）
在2022年春季，藤生站至德山站之間預計可以使用ICOCA。

## 歷史
- 1897年（明治30年）9月25日 - 山陽鐵道 廣島站至德山站之間開業，此站啟用。為旅客、貨運車站。
- 1906年（明治39年）12月1日 - 山陽鐵道國有化（日语：鉄道国有法），成為官設鐵道車站。
- 1909年（明治42年）10月12日 - 制定路線名稱。成為山陽本線車站。
- 1921年（大正10年）7月28日 - 山口縣營大島航線開通。
- 1934年（昭和9年）12月1日 - 現時岩德線，麻里布站（現時為岩國站）至周防高森站至櫛濱站之間全線開通，編入為山陽本線。而本來山陽本線麻里布站至柳井站至櫛濱站之間成為柳井線，此站也同時成為柳井線車站。
- 1944年（昭和19年）10月11日 - 柳井線全線成為雙線鐵路，再次編入為山陽本線。使此站再次成為山陽本線車站。而1934年編入成為山陽本線區間均名為岩德線。
- 1946年（昭和21年）4月24日 - 大島航線由縣營轉移至國鐵營業，為國鐵的鐵道連絡船。
- 1962年（昭和37年）2月1日 - 終止貨物起卸業務。
- 1964年（昭和39年）7月25日 - 包含此站在內，山陽本線橫川站至小郡站（現時為新山口站）直流電氣化（同時全線電氣化）。
- 1976年（昭和51年）7月2日 - 大島連絡船（日语：大島連絡船）廢止。
- 1987年（昭和62年）
  - 2月14日 - 綠色窗口開始營業。
  - 4月1日 - 伴隨國鐵分割民營化，車站由西日本旅客鐵道（JR西日本）營運。
- 2004年（平成16年）
  - 4月1日 - 車站業務由JR西日本廣島MAINTEC（日语：JR西日本広島メンテック）負責，成為業務委託車站。
  - 10月 - 綠色窗口營業時間變更，引入中途暫停營業時段。
- 2005年（平成17年）4月 - 綠色窗口取消中途暫停營業時段。
- 2018年（平成30年）
  - 7月6日 - 發生2018年7月西日本豪雨使車站暫停服務。
  - 7月16日 - 岩國站至柳井站之間重開。

## 車站構造
車站是一座地面車站，設有2面2線的相對式月台，兩月台之間設有跨線橋互相連接。上下行線之間設有沒有月台的中線（上下行待避線）。車站大樓位於上行月台側。
此站由德山地域鐵道部管理，並由JR西日本廣島MAINTEC負責車站業務，為業務委託車站。車站設有綠色窗口。
另外，在大島連絡船還在營業時，車站大樓與碼頭之間設有跨線橋連接兩地，但是轉乘時需要使用閘外通道。
此站設有男女濕廁。

### 月台
| 月台 | 路線      | 上下行 | 方向           |
| ---- | --------- | ------ | -------------- |
| 1    | ■山陽本線 | 上行   | 岩國、廣島方向 |
| 2    | ■山陽本線 | 下行   | 柳井、德山方向 |

- 在列車運輸指令上，上述的中線為「2號線」，2號月台為「3號線」。

## 使用狀況
以下為近年1日平均乘車人次列表：
| 乘車人次變化 | 乘車人次變化    |
| 年度         | 1日平均乘車人次 |
| ------------ | --------------- |
| 1999         | 1,241           |
| 2000         | 1,191           |
| 2001         | 1,212           |
| 2002         | 1,230           |
| 2003         | 1,219           |
| 2004         | 1,150           |
| 2005         | 1,111           |
| 2006         | 1,095           |
| 2007         | 1,095           |
| 2008         | 1,074           |
| 2009         | 1,025           |
| 2010         | 993             |
| 2011         | 990             |
| 2012         | 984             |
| 2013         | 963             |
| 2014         | 920             |
| 2015         | 941             |
| 2016         | 927             |
| 2017         | 903             |
| 2018         | 853             |

## 車站周邊
- 大畠瀨戶（日语：大畠瀬戸）
- 大島大橋（日语：大島大橋 (山口県)）
- 柳井市立大畠中學
- 柳井市政廳 大畠綜合分所（前・大畠町（日语：大畠町）公所）
- 大畠郵局
- 國道188號（日语：国道188号）
- 國道437號（日语：国道437号）

## 巴士路線
在大島連絡船還在營業時的時代，此站成為了屋代島（周防大島）方向的玄關車站。在大島大橋開通後，國鐵巴士、防長交通開設巴士路線前往大島方向。現時國鐵巴士繼承公司中國JR巴士的巴士路線（大島線）已經廢止，只有防長交通單獨營業
- 一般巴士路線
  - 柳井站前－柳井港－大畠站－東瀬戶－三蒲－周防椋野－宗光－綜合廳舍前－久賀－周防八幡
  - 大畠站－東瀨戶－三蒲－周防椋野－宗光－綜合廳舍前－周防久賀－大崎－長濱－日前－土居口－安高－町立橘醫院前
  - 大畠站－東瀨戶－三蒲－周防椋野－宗光－綜合廳舍前－周防久賀－大崎－長濱－日前－土居口－土居－油良－下田口－下田－平野－森野－神浦－和佐－小泊－内入－和田－逗子濱－小伊保田－陸奧紀念館前－伊保田－周防油宇
  - 大畠站－東瀨戶－小松港－高專前－屋代口－橫見－沖浦－西安下庄－町立橘醫院前
  - 周東醫院前－柳井站前－柳井港－大畠站－宮峠－大里－大原
  - 周東醫院前－柳井站前－柳井港－大畠站－神代濱－大里－大原－割石－國清－柳井站前－周東醫院前

## 相鄰車站
西日本旅客鐵道
■山陽本線
神代－大畠－柳井港

## 注腳
1. ↑  .   [2020-03-29]. （原始内容存档于2020-04-23）.
2. ↑  『国鉄監修 交通公社の時刻表』1975年3月號p.136 （页面存档备份，存于）。
3. ↑  山口縣統計年鑑

## 外部連結
- 大畠｜車站資訊：JR出門網 - 西日本旅客鐵道